# 曾文龙
曾文龙（？—），男，汉族，中华人民共和国政治人物。现任中国人民解放军西部战区某部高级工程师。第十四届全国政协委员。